# Blue Obelisk

Abhängigkeitsdiagramm von einigen Blue Obelisk-Projekten.

Blue Obelisk ist eine informelle Gruppe von Chemikern, die Open Data, Open Source und offene Standards fördern. Ziel ist es, ein gemeinsames Verzeichnis von Chemoinformatik-Algorithmen sowie elementare Daten wie Atomradien, Isotope zur Verfügung zu stellen. Der Name geht zurück auf eine real existierende Statue am Tagungsort San Diego, an dem sich 2005 die American Chemical Society traf. Sie wurde dort von Peter Murray-Rust und anderen initiiert.
Mehrere Open‑Source-Chemoinformatik-Projekte assoziieren sich mit Blue Obelisk, darunter in alphabetischer Reihenfolge Avogadro, Bioclipse, cclib, Chemistry Development Kit, GaussSum, JChemPaint, JOELib, Kalzium, OpenBabel, OpenSMILES und UsefulChem.

## Blue Obelisk Award
Das Projekt verleiht den Blue Obelisk Award:
- Christoph Steinbeck (2006)
- Geoff Hutchinson (2006)
- Bob Hanson (2006),
- Egon Willighagen (2007)
- Jean-Claude Bradley (2007)
- Ola Spjuth (2007)
- Noel O’Boyle (2010)
- Rajarshi Guha (2010)
- Cameron Neylon (2010)
- Alex Wade (2010)
- Nina Jeliazkova (2010)
- Henry Rzepa (2011)
- Dan Zaharevitz (2011)
- Sam Adams (2011)
- Jens M. H. Thomas (2011)
- Marcus Hanwell (2011)
- Roger Sayle (2011)
- Environmental Molecular Sciences Laboratory (2012)
- Saulius Gražulis (2014)
- Antony Williams (2014)
- Daniel Lowe (2014)
- Andrew Lang (2014)
- Matthew H. Todd (2014)
- Greg Landrum (2016)
- Mark Forster (2016)
- John Mayfield (2017)

Seit 2017 werden keine Awards mehr vergeben.